# 김예일
김예일(1996년 1월 24일 ~ )는 대한민국의 축구 선수로, 포지션은 공격수이다.